# Phil Gyford
Phil Gyford ist ein britischer Blogger, Webdesigner und -entwickler, der mit seinem Internetprojekt „The Diary of Samuel Pepys“ Bekanntheit erlangte. Darüber hinaus ist er als Schauspieler tätig.

## Leben
Gyford studierte von 1990 bis 1993 an der University of the West of England in Bristol, wo er einen Abschluss in Grafikdesign und Illustration erlangte. Danach war er nach eigenen Angaben als freischaffender Modellbauer für Aardman Animations, als Paste-up-Künstler für die Bristol Evening Post, als „Alpha Geek“ für die britische Ausgabe des Wired-Magazins und stellvertretender Redakteur der Webseiten von Capital Radio tätig. 1999/2000 absolvierte er ein Masterstudium in Zukunftsforschung an der University of Houston. Von 2001 bis 2003 arbeitete er als Creative Technologist bei UpMyStreet.com. Ab 2003 war er als freier Webdesigner und -entwickler tätig.
Nachdem Gyford zwei Jahre lang Abendkurse in Schauspielerei genommen hatte, studierte er von 2006 bis 2008 Physical Theatre an der London International School of Performing Arts (LISPA). Er hatte in späteren Jahren einige kleinere Auftritte als Schauspieler, vor allem in Kurzfilmen. In dem Film Selective Listening (2014) spielte er die Rolle des Robin und in der TV-Doku-Serie Shallow Grave (2019) die des Christopher Edwards.
Von 2013 bis 2014 arbeitete er als Creative Technologist für BERG, von 2014 bis 2015 als Front-End-Entwickler für Citizens Advice und 2017 als Entwickler für IF. Er ist Gründer und Inhaber des Unternehmens Well-Formed Limited, das Webseiten entwickelt.
Gyford ist verheiratet und lebt in Herefordshire.

## The Diary of Samuel Pepys
International bekannt wurde Phil Gyford vor allem durch sein Internetprojekt „The Diary of Samuel Pepys“. Seit Anfang 2003 veröffentlichte er auf der Website pepysdiary.com in Form eines Weblogs das Tagebuch von Samuel Pepys. Bereits kurz nach seinem Beginn wurde das Projekt von der Zeitung The Guardian als „Best specialist“ Blog des Jahres 2003 ausgezeichnet. Auch seither hat es immer wieder Beachtung in zahlreichen Medien gefunden. Zeitweise überstieg die Zahl der Seitenbesuche 87.000 Page Views pro Tag.
Das ursprünglich in Kurzschrift verfasste Tagebuch von Pepys ist eine der wichtigsten Informationsquellen über das Leben im Europa der frühen Neuzeit. Nachdem man es zu Beginn des 19. Jahrhunderts in seinem Nachlass aufgefunden hatte, wurde es mehrmals entziffert und veröffentlicht. Aufgrund der überragenden historischen und literarischen Bedeutung seines Journals zählt Pepys bis heute zu den meistzitierten Schriftstellern der englischen Sprache. Mit einem umfassenden wissenschaftlichen Kommentar versehen, wurde das gesamte Tagebuch in der Originalsprache letztmals zwischen 1970 und 1983 von Robert Latham und William Matthews in einer 11-bändigen Ausgabe herausgegeben.
Phil Gyfords Weblog basiert auf der aus dem 19. Jahrhundert stammenden, von Henry Benjamin Wheatley (1838–1917) publizierten Transkription des Tagebuchs. Über einen Zeitraum von beinahe zehn Jahren  veröffentlichte er jeweils um 23 Uhr Londoner Zeit den von Pepys 343 Jahre früher am Tag des gleichen Datums verfassten Eintrag.
Phil Gyfords zum damaligen Zeitpunkt neuartiger Ansatz, ein historisches Tagebuch als fiktiven Blog aus der Vergangenheit zu veröffentlichen, machte nicht nur die zeitlichen Abläufe des historischen Geschehens unmittelbar erfahrbar. Er führte auch zu einer Erweiterung und Ergänzung der dahin erfolgten klassisch-wissenschaftlichen Aufarbeitung von Pepys’ Werk. Im Rahmen eines betreuten Forums diskutierte eine weltweite Leserschaft den jeweils aktuell erschienen Eintrag und versuchte, die Schwierigkeiten bei der Interpretation des frühneuzeitlichen Texts gemeinsam zu überwinden.
Im Laufe der Zeit wurde das Weblog durch eine Vielzahl von im Internet verfügbaren Informationen angereichert, die den jeweiligen Einträgen oder Themen zugeordnet wurden. Zahlreiche Verweise, u. a. auf weitere zeitgenössische Tagebücher und Quellen, interaktive Landkarten, Wetterdaten und Parlamentsprotokolle sowie auf die entsprechenden Wikipedia-Einträge ergänzen seither den Text und erleichtern es den Lesern, die Hintergründe der von Pepys festgehaltenen Ereignisse zu verstehen.
Da der letzte Eintrag in Samuel Pepys’ Tagebuch am 31. Mai 1669 erfolgte, war das Projekt am 31. Mai 2012 abgeschlossen. Die Website ist weiterhin aktiv und wurde von Gyford unter anderem um eine Enzyklopädie mit Angaben über Personen, Orte und Gegenstände aus Pepys’ Zeit ergänzt.

## Belege
1. 1 2  CV In: gyford.com. Abgerufen am 25. Februar 2022.
2. ↑  Phil Gyford's website – about me
3. ↑  pepysdiary.com (Memento des Originals vom 23. November 2016 im Internet Archive)  Info: Der Archivlink wurde automatisch eingesetzt und noch nicht geprüft. Bitte prüfe Original- und Archivlink gemäß Anleitung und entferne dann diesen Hinweis.
4. ↑  „The Guardian“ - Gewinnerliste Blog awards 2003
5. ↑  Sammlung von Pressestimmen über pepysdiary.com (Memento des Originals vom 14. Juni 2012 im Internet Archive)  Info: Der Archivlink wurde automatisch eingesetzt und noch nicht geprüft. Bitte prüfe Original- und Archivlink gemäß Anleitung und entferne dann diesen Hinweis.
6. ↑  Pepys Diary Traffic Statistics (Memento des Originals vom 14. Juni 2012 im Internet Archive)  Info: Der Archivlink wurde automatisch eingesetzt und noch nicht geprüft. Bitte prüfe Original- und Archivlink gemäß Anleitung und entferne dann diesen Hinweis.
7. ↑  The Diary of Samuel Pepys – A New and Complete Transcription, 11 Bände; herausgegeben von Robert Latham und William Matthews. Bell & Hyman, London 1970–1983, Band 10 Companion, S. 318.
8. ↑  pepysdiary.com – about the text
9. ↑  pepysdiary.com – faq

| Personendaten    | Personendaten                          |
| ---------------- | -------------------------------------- |
| NAME             | Gyford, Phil                           |
| KURZBESCHREIBUNG | englischer Webdesigner und -entwickler |
| GEBURTSDATUM     | 20. Jahrhundert                        |